# Klagetoh
Klagetoh es un lugar designado por el censo ubicado en el condado de Apache en el estado estadounidense de Arizona. En el Censo de 2010 tenía una población de 242 habitantes y una densidad poblacional de 278,92 personas por km².

## Geografía
Klagetoh se encuentra ubicado en las coordenadas 35°29′0″N 109°31′50″O / 35.48333, -109.53056. Según la Oficina del Censo de los Estados Unidos, Klagetoh tiene una superficie total de 0.87 km², de la cual 0.87 km² corresponden a tierra firme y (0%) 0 km² es agua.

## Demografía
Según el censo de 2010, había 242 personas residiendo en Klagetoh. La densidad de población era de 278,92 hab./km². De los 242 habitantes, Klagetoh estaba compuesto por el 0% blancos, el 0% eran afroamericanos, el 96.28% eran amerindios, el 1.24% eran asiáticos, el 0% eran isleños del Pacífico, el 0% eran de otras razas y el 2.48% pertenecían a dos o más razas. Del total de la población el 0.83% eran hispanos o latinos de cualquier raza.